# Aquisição da 21st Century Fox pela Disney
Em 14 de dezembro de 2017, The Walt Disney Company anunciou um acordo definitivo para adquirir a 21st Century Fox por 52,4 bilhões de dólares em ações. Os ativos a serem incluídos na aquisição incluem os estúdios de filme e TV da 20th Century Fox, Fox Television Group (além de canais de TV paga como o FX), redes internacionais, participação de 73% na National Geographic Partners, a emissora de televisão indiana Star TV India, participação de 30% no Hulu e outros ativos principais. A 21st Century Fox irá separar a Fox Broadcasting Company, Fox Television Stations, Fox News Channel, a Fox Business Network, FS1, FS2, Fox Deportes e a Big Ten Network na nova Fox Corporation.
A Comcast (dona da NBCUniversal) fez sua própria oferta em 13 de junho de 2018, com uma proposta de 65 bilhões de dólares em dinheiro para adquirir os ativos da Fox que a Disney escolheu adquirir, desencadeando uma maior guerra de ofertas pelas duas empresas. Uma semana depois, a Disney fez uma contraproposta com uma oferta de 71,3 bilhões de dólares. A Comcast oficialmente encerrou sua guerra de ofertas com a Disney para adquirir a Fox em 19 de julho, a fim de se focar em adquirir o controle acionário da Sky plc. Os acionistas da Disney e da Fox aprovaram a aquisição em 27 de julho de 2018. A Fox Corporation completou sua derivação da 21st Century Fox em 19 de março de 2019, assumindo as negociações desta na NASDAQ. A aquisição da 21st Century Fox pela Disney foi concluída em 20 de março de 2019, às 12:02 AM (EDT).

## História
Em 6 de novembro de 2017, a rede CNBC noticiou que a The Walt Disney Company estava negociando uma oferta para adquirir o entretenimento filmado, por TV por assinatura, e divisões de transmissão direta por satélite (que incluem a 20th Century Fox, FX Networks, National Geographic Partners e divisões internacionais) da 21st Century Fox. A oferta excluiu divisões como a Fox Broadcasting Company, o lote de estúdios da 20th Century Fox, a Fox Television Stations, o canal Fox News, a Fox Business Network, a Fox Sports, que seria distribuídos numa empresa independente resultante; uma vantagem notável dessa compra seria a Disney podendo adquirir os direitos de distribuição para o primeiro filme de Star Wars e os direitos para o cinema das franquias Quarteto Fantástico e X-Men—nos quais a Disney não obteve através das respectivas aquisições da Lucasfilm e da Marvel Entertainment. As conversas foram paradas pelo dia sem uma oferta sendo finalizada, mas a CNBC noticiou em 10 de novembro que o prospecção do negócio ainda não havia sido completamente abandonada.
Devido a Disney ser dona da American Broadcasting Company (ABC) e a 21st Century Fox possuir a Fox Broadcasting Company, uma fusão completa das duas empresas seria ilegal através das regras da Comissão Federal de Comunicações (FCC, na sigla em inglês), que proíbem uma fusão entre qualquer uma das quatro maiores redes de radiodifusão.
Em 16 de novembro de 2017, foi noticiado que a Comcast, a Verizon Communications e a Sony também se juntaram a Disney numa guerra de lances para os negócios chave da 21st Century Fox. Durante uma recente reunião de acionistas, Lachlan Murdoch declarou que a 21st Century Fox não foi uma empresa "sub-escalada", por "encontrar dificuldade em alavancar suas posições em novas e emergentes plataformas de vídeo", mas tiveram "a escala por ser necessária para continuar a executarmos nossa estratégia de crescimento agressivo e entregar um aumento significativo dos retornos para os acionistas".
Em 28 de novembro de 2017, foram noticiadas que as negociações entre a Disney e a Fox foram retomadas a um ritmo acelerado em relação aos principais ativos da Fox. Mike Fleming Jr. do Deadline.com comentou que "conforme a Disney fez com que a Marvel e a Lucasfilm negociassem sob o cone do silêncio, se isso acontecer, provavelmente só saberemos quando for anunciado. Certamente, está sendo falado hoje." Rumores de um acordo próximo continuaram em 5 de dezembro de 2017, com notícias adicionais sugerindo que as redes de esporte regionais da FSN seriam incluídas na venda (negócios que podem ser alinhados com a divisão ESPN da Disney).
Em 11 de dezembro de 2017, foi anunciado que a Comcast retirou seu lance nos ativos da Fox. Em 14 de dezembro, a Disney e a Fox confirmaram a oferta de 52,4 bilhões de dólares, aguardando aprovação da Comissão Europeia e da Divisão Antitruste do Departamento de Justiça dos Estados Unidos.

## Preocupações antitruste
Atualmente, a oferta esta aguardando aprovação pela Divisão Antitruste do Departamento de Justiça dos Estados Unidos, que já tinha bloqueado uma fusão entra a AT&T e a Time Warner. Esta operação, que deve ser estuda de 12 a 18 meses, é sujeita a preocupações antitruste e, portanto, irá encontrar problemas controversos. A oferta é uma fusão horizontal (isto é, na qual uma empresa compra outra companhia que produz os mesmos bens e produtos), diferentemente de uma fusão vertical (isto é, duas empresas que operam em um estágio separado do processo de produção para um produto finalizado específico), como as fusões da AT&T–Time Warner e da Comcast–NBCUniversal. Como tal, as fusões horizontais são mais escrutinadas e investigadas do que as fusões verticais, uma vez que provocam uma redução mais tangível da concorrência.
Tanto a Disney e bem como a 20th Century Fox produzem filmes e séries de TV, o negócio irá reduzir o número de grandes estúdios de cinema em Hollywood de seis para cinco. Richard Greenfield, o analista da BTIG Research, escreveu que os ativos da Disney e Fox combinados terão 39% da fatia de mercado dos cinemas:
| “ | A Disney já está usando sua força de bilheteria para intimidar expositores nacionais de filmes, extraindo termos financeiros muito além de seus estúdios pares... Adicionando a Fox, que controla porções de universo Marvel (X-Men, Deadpool) e a franquia Avatar, irá permitir que Disney ganhe poder de mercado sem precedentes. | ” |

O Recode estima que a Disney/Fox irá representar 40% dos quinze filmes nacionais de maior bilheteria de 2017, bem como 31% da receita da bilheteria.
O deputado americano David Cicilline, de Rhode Island, democrata classificado no Subcomitê Antitruste da Câmara, expressou preocupação sobre a transação. Ele disse em um pronunciamento que “A proposta de compra da 21st Century Fox da Disney ameaça colocar o controle de TV, filme e conteúdo de notícias nas mãos de um único gigante da mídia. Se for aprovado, esta fusão poderia permitir que a Disney limite o que os consumidores podem assistir e aumentar suas contas de TV a cabo”. O congressista disse também que “a Disney ganhará mais de 300 canais, 22 redes de esportes regionais, controle sobre o Hulu e uma parcela significativa da Roku.” A inclusão da rede de esporte regional pode fazer com que a Disney tenha grande vantagem com distribuidores de TV paga. David Balto, um jurista antitruste e ex-diretor de política da Comissão Federal de Comércio, disse que "qualquer aumento na programação esportiva da Disney será extremamente problemático e sofrerá uma intensa escrutinação".
O acordo rapidamente atraiu a oposição dos críticos, incluindo a Writers Guild of America West, a união que representa escritores de filme, TV e outras mídias. "As preocupações antitruste levantadas por este acordo são óbvias e significativas" por "aumentar substancialmente o poder de mercado de uma empresa Disney-Fox combinada", disse a união. A união acrescentou que irá "trabalhar para garantir que as leis antitruste da nossa nação sejam aplicadas." Por outro lado, também pode argumentar-se que a operação ainda deixa muitos concorrentes e que, com suas novas propriedades, a Disney pode competir com a Netflix no mercado de streaming em condições iguais.
Em fevereiro de 2019, o Conselho Administrativo de Defesa Econômica (Cade) requereu que a Disney vendesse o canal Fox Sports Brasil.

## Negócios
Foram incluídas na oferta a maioria dos negócios de entretenimento da Fox. Eles incluem:
- 20th Century Fox
- Fox Searchlight Pictures
- Fox 2000 Pictures
- Fox Studios Australia
- Blue Sky Studios[31]
- 20th Century Fox Television
- FX Networks
  - FX
  - FXX
  - BabyTV
  - FXM
  - FX Productions
- Fox Life
- National Geographic Partners (73%)
  - National Geographic Channel (EUA e internacional)
  - Nat Geo Wild
  - Nat Geo Mundo
  -  Nat Geo Kids
- Star India
- Hulu (30%)
- Endemol Shine Group (50%)
- Fox International Channels
  - Fox International Channels Portugal (100%)
  - Fox International Channels Philippines (100%)
  - Fox International Channels Benelux (100%)

Negócios de radiodifusão, notícias e esportes da Fox que não foram inclusos na oferta e formarão uma nova empresa chamada "New Fox". Eles incluem:
- Fox Broadcasting Company
- MyNetworkTV[32]
- Fox Digital Media
- Fox Television Stations, também conhecida como Fox Television Stations Group
- Fox News Group
  - Fox News Channel
  - Fox Business Network
  - Fox News Radio
- Fox Sports
  - Big Ten Network (participação de 49% na joint venture com a Big Ten Conference)
  - Fox Deportes
  - Fox Sports 1
  - Fox Sports 2
  - Fox Soccer Plus
  - Fox Sports Radio